# Serbische Badmintonmeisterschaft 2022
Die Serbische Badmintonmeisterschaft 2022 fand vom 2. bis zum 3. April 2022 in Belgrad statt.

## Medaillengewinner
| Disziplin    | Gold                        | Silber                            | Bronze                             |
| ------------ | --------------------------- | --------------------------------- | ---------------------------------- |
| Herreneinzel | Sergej Lukić                | Borko Petrović                    | Mihajlo Tomić                      |
| Herreneinzel | Sergej Lukić                | Borko Petrović                    | Dragoslav Petrović                 |
| Dameneinzel  | Marija Sudimac              | Sara Lončar                       | Anđela Vitman                      |
| Dameneinzel  | Marija Sudimac              | Sara Lončar                       | Sanja Perić                        |
| Herrendoppel | Igor Bjelan Sergej Lukić    | Aleksandar Jovičić Mihajlo Tomić  | Dragoslav Petrović Viktor Petrović |
| Herrendoppel | Igor Bjelan Sergej Lukić    | Aleksandar Jovičić Mihajlo Tomić  | Ilija Pavlović Borko Petrović      |
| Damendoppel  | Sanja Perić Anđela Vitman   | Sara Lončar Marija Sudimac        | Andrea Bogojević Teodora Latas     |
| Damendoppel  | Sanja Perić Anđela Vitman   | Sara Lončar Marija Sudimac        | Miona Filipović Marija Samardžija  |
| Mixed        | Mihajlo Tomić Anđela Vitman | Dragoslav Petrović Marija Sudimac | Sergej Lukić Sara Lončar           |
| Mixed        | Mihajlo Tomić Anđela Vitman | Dragoslav Petrović Marija Sudimac | Viktor Petrović Nina Bogdanović    |